# Louise Wolff
Louise Wolff (født 6. juni 1978 på Frederiksberg) er en dansk journalist og vært på Go' Morgen Danmark. Hun har tidligere været vært på Aftenshowet og Kulturmagasinet Gejst på DR1.
Louise Wolff blev student fra Bornholms Amtsgymnasium i 1996 og har studeret medievidenskab ved Aarhus Universitet. Hun blev aldrig færdig, fordi hun kom i praktik på DR's P3, hvor hun var med til at starte programmet De Professionelle i 2001. Så blev hun ansat på P3, hvor hun lavede Strax, Boogie Radio og Stram Op. Louise Wolff læste samtidig diplomuddannelse i journalistik ved Danmarks Journalisthøjskole og Syddansk Universitet. I to sæsoner, fra 2004-2005, var hun vært på ungdomsprogrammet Rundfunk på TV 2. I maj 2006 kom hun tilbage til DR som vært på Go' Morgen P3, og fra 2007-2015 var hun studievært på Aftenshowet. Fra 2008-2012 var hun også vært på programmet Sporløs.

## Privat
Hun er kæreste med Jonas Bøgh siden 2014. Sammen har de to døtre: Billie fra november 2016 og Gertrud fra april 2020.

## Filmografi

### Som vært
- Sommerkoncert, Solstrejf Special (7/9 2003)
- Rundfunk (2004-2005)
- Aftenshowet (1/1 2007-30/4 2015)
- TV Avisen (2007)
- Sporløs (2008-2012)
- 60 år med tv (2/10 2011)
- Dansk Melodi Grand Prix 2012 (21/1 2012)
- Danmarks Indsamling 2012 (3/2 2012)
- Kronprinsparrets Priser 2012 (6/10 2012)
- Året der gik 2012 (26/12 2012)
- Dansk Melodi Grand Prix 2013 (26/1 2013)
- Danmarks Indsamling 2013 (8/2 2013)
- Året der gik 2013 (26/12 2013)
- Danmarks Indsamling 2014 (1/2 2014)
- Dansk Melodi Grand Prix 2014 (8/3 2014)
- Forfesten - klar til Grand Prix! (10/5 2014)
- Efterfesten - mer' Grand Prix! (10/5 2014)
- Sankthans (23/6 2014)
- Året der gik 2014 (26/12 2014)
- Danmarks Indsamling 2015 (31/1 2015)
- DR's 90-års show (1/4 2015)
- Go' Morgen Danmark (1/6 2015-24/11 2017 og 3/8 2018-)
- Første dansker i rummet - på vej i rummet (2/9 2015)
- Knæk Cancer Live (24/10 2015)
- Oscar 2016 (28/2 2016)
- Kulturmagasinet Gejst (10/1 2018-29/8 2018)
- Alletiders juleshow 2018 (23/12 2018)
- De største øjeblikke (30/12 2018)
- Knæk Cancer Live (26/10 2019)
- Knæk Cancer Live (24/10 2020)
- De største øjeblikke (30/12 2020)
- Knæk Cancer Live (30/10 2021)
- Knæk Cancer Live (29/10 2022)
- Hjertegalla 2024 (14/9 2024)

### Andet
- Flæsk (december 2002)
- Hvem vil være millionær? (livline) (1/3 2004)
- 9 ud af 10 (18/4 og 17/8 2006)
- Førstevælger (7/10 2006)
- Hjerteflimmer (5/3 og 12/3 2007)
- X Factor (28/3 2008)
- Zulu djævleræs (13/9 2010)
- Natholdet (29/2 2012)
- Eurovision Song Contest 2012 (Danmarks pointuddeler) (26/5 2012)
- Jarls Quizshow (11/8 2013)
- Talkshowet Meyerheim (2/4 2014)
- Hvem var det nu vi var (11/7 2014)
- Spørg Charlie (8/10 2014)
- Fuckr med dn jul (3/12 2014)
- TV-Quizzen (11/6 2015)
- Hvem vil være millionær? - Knæk Cancer (23/10 2016)
- Spørg Charlie (13/9 2017)
- Knæk Cancer Live (28/10 2017)
- Hvem var det nu vi var (11/5 2018)
- Knæk Cancer Live (27/10 2018)
- Royal Run 2019 (10/6 2019)

### Film
- Karla og Jonas (2010)
- Next Stop for Charlie (tv-serie) (23/12 2010)
- Max Pinlig 2 - sidste skrig (2011)
- Max Pinlig 3 på Roskilde (2012)